# Marguerite Carnot
Pour les articles homonymes, voir Carnot.
Pour les autres membres de la famille, voir Famille Carnot.
Jeanne Eugénie Marguerite Carnot, née Chiris le 17 septembre 1874 à Paris 16e où elle est morte le 6 décembre 1962, a été une présidente de l'Association des dames françaises (ADF), l'une des trois branches de la Croix-Rouge française avant 1940.

## Biographie
Jeanne Eugénie Marguerite Chiris est la fille aînée de l'industriel de la parfumerie de Grasse Léon Chiris, sénateur, et de Joséphine Marguerite Thome, fille du promoteur et entrepreneur de travaux publics Joseph Thome. Elle épouse à 19 ans, en 1894, le deuxième fils du président de la République assassiné Sadi Carnot, Ernest Carnot, député et industriel. 
Elle intègre à partir des années 1900 l'Association des Dames françaises (ADF), à Grasse, et reçoit de 1904 à 1906 la formation dispensée dans les écoles de l'association. Elle entre au conseil d'administration de l'ADF en 1907, s'occupe de l'hôpital-école d'Auteuil, est élue vice-présidente en 1911, puis présidente générale en novembre 1913. Elle démissionne de sa fonction en 1925 du fait de ses « obligations de famille », mais elle est nommée présidente-conseil et continue de siéger au conseil d'administration. Sous l'Occupation, elle est nommée membre du comité central de la Croix-Rouge, qui désormais réunit les trois associations qui la constituaient. Elle se retire définitivement de la Croix-Rouge en 1946.
Elle reçoit la croix de chevalier de la Légion d'honneur en 1920, à l'instar des présidentes des deux autres sociétés de la Croix-Rouge, avec comme citation : « Titres exceptionnels. Pendant la durée de la guerre, s'est dépensée sans compter pour assurer le fonctionnement des hôpitaux et ambulances créés aux armées et à l'intérieur, a donné à tous le plus bel exemple de persistance inlassable dans l'effort et de patriotique dévouement ». Elle est promue officier en 1925 : « Après avoir donné au cours de la guerre l'exemple du dévouement le plus admirable et le plus fécond, (elle) a su, depuis, orienter vers les œuvres de Paix les efforts de l'importante association qu'elle dirige et dont le rayonnement bienfaisant s'étend en France, aux colonies et même à l'étranger, à tous les domaines de l'assistance et de l'hygiène sociales ». 
Elle est la première femme admise à la Société d'entraide de la Légion d'honneur.

## Distinction
- Officier de la Légion d'honneur par décret du 31 mars 1925 ; chevalier par décret du 17 mars 1920[7].

## Sources
- Vie et bonté, avril 1963, Nécrologie
- Elsa Durbecq, « Femmes et œuvres : l’exemple des Croix-Rouges françaises », Recherches contemporaines, n° 3, 1995-96 (Lire en ligne)